# Tranvía de Berlín
El tranvía de Berlín (Berliner Straßenbahn en alemán) es un sistema de tranvía ubicado en la ciudad de Berlín en Alemania.
Es uno de los más antiguos, ya que sus orígenes se remontan a 1865. En la actualidad la explotación corresponde a la compañía Berliner Verkehrsbetriebe (BVG), que se encarga así mismo del metro de Berlín.
También se caracteriza por ser uno de los sistemas más largos del mundo, ya que cuenta con 22 líneas y 803 paradas.

## Historia
La historia del tranvía de Berlín se remonta al año 1865 cuando se creó la primera línea en la ciudad, cuyas unidades eran tiradas por caballos. En 1881 se creó la primera línea de tranvía eléctrico en el mundo.
A finales del siglo XIX mucha empresas privadas y públicas habían construido líneas de tranvía en la ciudad, y en 1929 estas empresas se unieron junto con otras empresas operarias del sistema de autobús de Berlín y la Hochbahngesellchaft (que operaba hasta ese entonces el Metro de Berlínpara crear la Berliner Verkehrsgesellschaft (BVG).
Al terminar la Segunda Guerra Mundial la Berliner Verkehrsbetriebe (BVG) se dividió, al igual que la ciudad, en 2 partes: una en el este y otra en el oeste.
A partir de 1953 hasta el año 1967 fueron cerradas gradualmente todas las líneas que pasaban por Berlín Oeste.
En 1992 la BVG (bajo el nombre de Berliner Verkehrsbetriebe) se volvió a reunificar. En la actualidad, la mayor parte de la red circula por la parte este, excepto un tramo construido hacia el barrio de Wedding, otro por la Bernauer Straße (junto al antiguo Muro de Berlín pero del lado oeste), y un tercer tramo construido hacia la Estación Central de Berlín y que conecta con el ya mencionado. Todos esos tramos fueron construidos entre 1995-2014.
Actualmente existen varios proyectos para extender el sistema de tranvía por toda la ciudad, sobre todo hacia la antigua zona de oeste.

## Líneas
Las primeras líneas de tranvía tiradas por caballos no usaban ningún etiquetado especial, ya que eran radialmente inferiores a los respectivos extremos en el centro y, por lo tanto, tenían pocos puntos de contacto con otras líneas. Solo con la expansión de la red hacia el centro de la ciudad surgió la necesidad de distinguir las líneas entre sí. Por lo tanto, desde la década de 1880, la mayoría de las principales ciudades alemanas utilizaron letreros de colores o tableros de señales, a veces ambos juntos. En Berlín, estos siempre se mantuvieron en la misma combinación. Como colores de identificación se utilizaron el rojo, amarillo, verde y blanco, a partir de 1898 adicionalmente el azul. Los paneles eran de uno o dos colores, estos últimos ya sea mitad/mitad divididos o en tercios con una línea en el segundo color. Sin embargo, el número de paneles de señales utilizados no fue suficiente para dotar a cada línea de su propio código de color. Además, las líneas que se crucen o estén de lado a lado deben correr con diferentes paneles de señales. Esto significaba que las líneas individuales tenían que cambiar su código de color varias veces en el transcurso de su existencia. Como resultado de la electrificación y la adquisición de New Berlin Horse Ride por Great Berlin Horse Railways / Great Berlin Tram (GBPfE / GBS), aumentó abruptamente su número de líneas a principios de siglo. Con vistas al tranvía de Hamburgo, donde en el verano de 1900 se introdujeron los números de línea por primera vez en los países de habla alemana, el GBS de 1901 experimentó también con los números. En los horarios de esta época, las líneas estaban numeradas, pero podían cambiar de orden cada año. El esquema de numeración debe incluir no solo el GBS sino también sus líneas secundarias. Al mismo tiempo, deben evitarse las combinaciones de letras y números tal como aparecen en el folleto de horarios.
El esquema introducido el 6 de mayo de 1902 fue relativamente simple: se reservaron números únicos para las líneas del anillo, dos dígitos para las líneas restantes. Inicialmente, las decenas daban información sobre hacia dónde iba la línea; Se encontraron 10 líneas en Moabit, 60 líneas en Weissensee y 70 líneas en Lichtenberg. A las líneas del ferrocarril suburbano de Berlín Occidental se les asignaron las letras de la A a la M, al tranvía Berlín-Charlottenburg las letras de la N a la Z y las líneas del ferrocarril suburbano del sur de Berlín se numeraron con números romanos. El 1910 asumido por GBS en el noreste de Berliner Vorortbahn recibió en 1913 la designación de línea NO. Los paneles de señales de colores permanecieron en paralelo hasta aproximadamente 1904. Además, las líneas creadas durante este período seguían siendo paneles de señales de colores con nuevas combinaciones de colores, a veces incluso de tres colores.
Los insertadores se marcaron por separado del marzo de 1903. Llevaban la letra E detrás del número de línea de su línea principal. En años posteriores, estas líneas asumieron cada vez más las tareas de las unidades de refuerzo y, por lo tanto, se mostraban en los horarios como líneas separadas. El 15 de abril de 1912, GBS introdujo la primera línea con un número de tres dígitos. El 164 se creó ampliando el 64, que se mantuvo en paralelo. En los meses siguientes se proporcionaron más líneas con 100 números o nuevas, generalmente como un par de líneas a la línea existente.
Los negocios circundantes no se vieron afectados por el cambio en mayo de 1902 y se colocaron en sus propias marcas. Las líneas de los tranvías urbanos y las líneas meterspurigen de las órbitas circulares de Teltower todavía estaban marcadas con paneles de señales, por otro lado, el BESTAG y en Heiligensee, no las líneas, sino solo los objetivos estaban marcados con señales de diferentes colores. En 1908, Spandauer Straßenbahn introdujo la identificación de línea con letras, que correspondía a la letra inicial del destino (línea P a Pichelsdorf, etc.), en 1917 la empresa cambió a números. En Cöpenick, las líneas se marcaron desde 1906 con números, desde 1910, además, con paneles de señalización de colores para las rutas individuales (líneas rojas a Friedrichshagen, etc.). El Berlin Ostbahnen utilizado desde 1913 también como los números romanos SBV como números de línea. Las otras empresas, incluidas las líneas de ancho estándar de Teltower Kreisbahnen, no utilizaron un marcado de línea.
Con la fusión de las empresas del tranvía de Berlín, el esquema de numeración de GBS se amplió para cubrir el resto de la red. Por lo general, se asignan aquellos números, cuyas líneas se continuaron durante la Primera Guerra Mundial. Por ejemplo, sucedió que las líneas que operan en Köpenick recibieron principalmente números de los años 80. Se siguieron otorgando letras a las líneas de tranvía en la BVG hasta 1924, después de lo cual se reservó para los autobuses de tarifa suburbana.
Con el estallido de la Segunda Guerra Mundial, las empresas de transporte público de Berlín tuvieron que parar gran parte del tráfico de autobuses para ahorrar combustible. El tráfico de tranvías se ha ampliado en consecuencia. Las líneas de amplificación recién establecidas contribuyeron a la distinción de los números de las líneas maestras 200 y 300. A partir de 1941, las rutas nocturnas de las redes de autobuses y tranvías se clasificaron posteriormente en los números de la serie 400. Las medidas existieron hasta el final de la guerra. Los últimos 100 números se volvieron a numerar el 31 de mayo de 1949.
Tras la separación administrativa de la BVG inicialmente sólo cambió el esquema de numeración. Las líneas de tranvía que iban del este al oeste de Berlín mantuvieron su número después de la separación de la red en 1953 y, como resultado del adelgazamiento de la red, desaparecieron líneas individuales. La BVG-Oeste renunció a partir de julio de 1966, el prefijo A en las líneas de autobús, la BVG-Ost renunció el 1 de enero de 1968. Mientras que en el oeste el tráfico de tranvías se detuvo 15 meses después, el pasajero en el este no podía distinguirlo de la línea. número si se trataba de una línea de tranvía o autobús. Por lo tanto, Berliner Verkehrsbetriebe planeó sistematizar su red en la década de 1970. Las líneas del centro de la ciudad del tranvía deben recibir los números de línea 1 a 30, en Köpenick deben conservar sus números 80. Los números restantes estaban destinados al autobús. Las líneas nocturnas recibieron desde 1973 uniformemente 100 números, para el tranvía se proporcionaron inicialmente solo los números desde 120. La conversión de las líneas diarias solo se completó parcialmente.
Después de la reunificación, en dos pasos, se introdujo un esquema de numeración uniforme que incluía las líneas en el estado de Brandeburgo. Al tranvía de Berlín se le asignó el rango de números de línea del 1 al 86, seguido de las operaciones terrestres en Woltersdorf, Schöneiche y Strausberg con los números del 87 al 89. El tranvía de Potsdam recibió los números de línea de los 90. Las líneas E ya no figuraban por separado en el horario, pero los amplificadores continuaron funcionando como tales hasta 2004. Las líneas nocturnas se indicaron en ambos medios de transporte con una N anterior y, en adelante, los números de línea de tres dígitos se destinaron a las rutas de autobús. . La primera conversión del 2 de junio de 1991 siguió a las líneas de tranvía de Berlín el 23 de mayo de 1993. La red se reorganizó y se dividió en cinco rangos de números. El enfoque principal estuvo en el enfoque en el centro histórico. Las líneas individuales formaban la red principal radial, 10 líneas su red complementaria. Las líneas 20er estaban destinadas al anillo y Tangentiallinien. Había 50 líneas en el distrito de Pankow, 60 líneas en el distrito de Köpenick análogas a las líneas de autobús allí.
BVG había instituido una nueva estructura de líneas, donde BVG tiene 22 líneas MetroTram también usa el símbolo . El 12 de diciembre de 2004, BVG introdujo el concepto de transporte, BVG 2005+. El contenido principal fue la introducción de líneas de metro en rutas concurridas donde no hay S-Bahn o U-Bahn. En la red de tranvías, por lo tanto, se introdujeron nueve líneas de tranvías bajo MetroTram, y las otras líneas se han reorganizado permanentemente. El esquema de numeración es que era similar al esquema de 1993, pero ha sufrido ajustes importantes.
Las líneas de metro con número de un solo dígito circulan por la red principal radial, por regla general, el número de línea corresponde al de 1993, por lo que las líneas 2, 3 y 4 se convirtieron en M4, la 5 en M5 y así sucesivamente. Además, las dos líneas Pankow, 52 y 53, se incluyeron como línea M1 en el esquema principal. Las líneas complementarias de las radiales siguen teniendo 10 números, salvo que se hayan incorporado al amplificador de la línea de metro. Las líneas de metro de la red de circunvalación y tangencial recibieron los números en la gama 10, cuyas líneas complementarias conservan la gama 20. Un ejemplo es la línea rehabilitada, ruta 37, que junto con las líneas de la M17 y la 27 realiza un recorrido común. De las 50 rutas que quedaron, la única de las 50, las 60 líneas quedaron intactas por estas medidas.
| M1  | Mitte, Am Kupfergraben – Niederschönhausen, Schillerstraße / Rosenthal Nord                            |
| M2  | S+U Alexanderplatz/Dircksenstraße – Am Steinberg (- Heinersdorf)                                       |
| M4  | S Hackescher Markt – Hohenschönhausen, Zingster Straße / Falkenberg                                    |
| M5  | (S+U Hauptbahnhof -) S Hackescher Markt – Hohenschönhausen, Zingster Straße                            |
| M6  | (S Hackescher Markt -) Landsberger Allee/Petersburger Straße – Hellersdorf, Riesaer Straße             |
| M8  | (S+U Hauptbahnhof -) Landsberger Allee/Petersburger Straße – Ahrensfelde/Stadtgrenze                   |
| M10 | U Turmstraße – S+U Warschauer Straße                                                                   |
| M13 | Wedding, Virchow-Klinikum – S Warschauer Straße                                                        |
| M17 | (Falkenberg -) Hohenschönhausen, Gehrenseestraße – S Adlershof                                         |
| 12  | Mitte, Am Kupfergraben – Weißensee, Pasedagplatz                                                       |
| 16  | S+U Frankfurter Allee – Ahrensfelde/Stadtgrenze                                                        |
| 18  | S Springpfuhl – Hellersdorf, Riesaer Straße                                                            |
| 21  | S+U Lichtenberg/Gudrunstraße – S Schöneweide (via Eldenaer Straße, Frankfurter Tor, Boxhagener Straße) |
| 27  | Krankenhaus Köpenick – Weißensee, Pasedagplatz                                                         |
| 37  | S+U Lichtenberg/Gudrunstraße – S Schöneweide (via Rhinstraße, Treskowallee)                            |
| 50  | (Wedding, Virchow-Klinikum -) Prenzlauer Berg, Björnsonstraße – Französisch Buchholz, Guyotstraße      |
| 60  | Johannisthal, Haeckelstraße – Friedrichshagen, Altes Wasserwerk                                        |
| 61  | (S Schöneweide) – S Adlershof – Rahnsdorf/Waldschänke                                                  |
| 62  | Wendenschloß – S Mahlsdorf                                                                             |
| 63  | Adlershof, Landschaftspark Johannisthal – Mahlsdorf, Rahnsdorfer Straße                                |
| 67  | Krankenhaus Köpenick – S Schöneweide                                                                   |
| 68  | S Köpenick – Alt-Schmöckwitz                                                                           |

## Multimedia
- Wikimedia Commons alberga una galería multimedia sobre Tranvía de Berlín.